# 藍豬齒魚
藍豬齒魚，又稱寒鯛，俗名四齒仔、西齒、簾仔，為輻鰭魚綱鱸形目隆頭魚亞目隆頭魚科的其中一種。

## 分布
本魚分布於西太平洋區，包括朝鮮半島、日本、台灣、中國、越南等海域。属于近海暖水性底层鱼类。

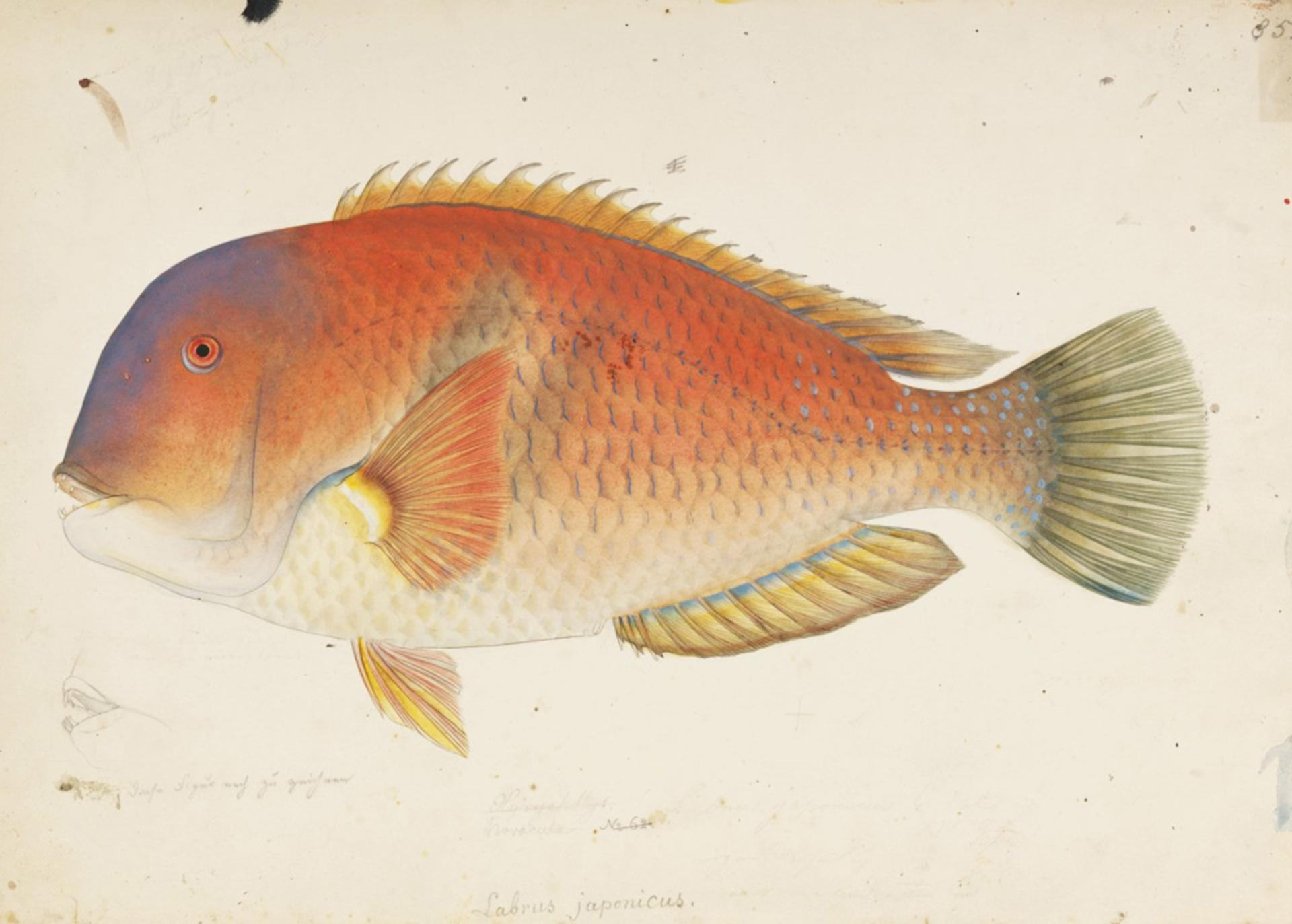
藍豬齒魚於1823-1829年由Kawahara Keiga所繪

## 深度
水深20至60公尺。

## 特徵
本魚體延長而呈長卵圓形，頭部背面輪廓圓凸，頭前端與吻部成一大傾斜角度。體呈淺紅褐色，在胸鰭上方有2條斜向背鰭基部的相鄰斜帶，其中前面一條顏色為黑至暗褐色，另一條為白至粉紅色。上下頜突出，口前方各有兩對犬齒，故有四齒之稱。體側中後部的鱗片有藍紋。幼魚全身都是紅褐色，斜帶乃隨成長而出現，在更大時前額都會呈肥大突出，從側面看頭部略呈方形。背鰭硬棘13枚、背鰭軟條7枚、臀鰭硬棘3枚、臀鰭軟條10枚。體長可達40公分。

## 生態
本魚多半出現在沿岸較深的岩礁區，以底棲生物為食。白天覓食，夜晚藏身於隱密的岩蔭或岩穴之中。

## 經濟利用
食用魚 高經濟魚種 十分美味